# Хајде да се волимо
Хајде да се волимо је југословенски филм из 1987. године, са Лепом Бреном у главној улози. Режирао га је Александар Ђорђевић a сценарио је написао Јован Марковић.

## Радња
У филму се говори о популарној певачици, Лепој Брени и њеном оркестру „Слатки грех“, о њиховим доживљајима на једној од многобројних турнеја по Југославији. Лепа Брена на турнеји путује у Дубровник преко Златиборског краја и Мостара да представи свој спот страном продуценту који би јој омогућио учешће на Мондовизији, великом телевизијском спектаклу. Конкурентска издавачка кућа шаље отмичаре да киднапују Лепу Брену, са жељом да је спрече да стигне у Дубровник.  У исто време, новинари су пустили лажну вест да је Бале, члан Слатког греха, Бренин дечко, те он не може да се одбрани од жена које му отворено нуде секс. Поред тога јури га и отац једне девојке да га одведе пред олтар, јер сумња да је Бале обешчастио његову ћерку.

## Улоге
| Глумац                            | Улога                         |
| --------------------------------- | ----------------------------- |
| Лепа Брена                        | Лепа Брена                    |
| Светислав Гонцић                  | Бале                          |
| Драгомир Бојанић Гидра            | шофер Гиле                    |
| Милутин Караџић                   | менаџер Светислав Јовановић   |
| Велимир Бата Живојиновић          | командир милиције Милановић   |
| Миодраг Андрић                    | милицајац Миливоје            |
| Коле Ангеловски                   | милицајац Гага                |
| Боро Стјепановић                  | командиров помоћник           |
| Милан Штрљић                      | шеф банде                     |
| Татјана Пујин                     | Тања                          |
| Михајло Викторовић                | Тањин отац                    |
| Младен Недељковић                 | Тањин брат                    |
| Даница Максимовић                 | шефица рецепције              |
| Радослава Маринковић              | службеница у хотелу           |
| Александра Петковић               | млада сељанка                 |
| Милан Срдоч                       | медар Миле                    |
| Предраг Милинковић                | отмичар 1                     |
| Драгомир Станојевић - Бата Камени | отмичар 2                     |
| Жика Миленковић                   | функционер 1                  |
| Божидар Павићевић Лонга           | функционер 2                  |
| Ненад Цигановић                   | функционер 3                  |
| Никола Милић                      | деда Вукашин                  |
| Ратко Сарић                       | деда Радован                  |
| Михајло Бата Паскаљевић           | Стевовић, директор хотела     |
| Мелинда Меј Чукић                 | преводилац                    |
| Џон Вајт                          | Џенкинс                       |
| Мелита Бихали                     | Ружа Мрак                     |
| Зоран Стојиљковић                 | главни гангстер               |
| Ђорђе Јовановић                   | председник општине Косјерић   |
| Војин Кајганић                    | конобар у Дубровнику          |
| Јозо Лепетић                      | мостарски вагар               |
| Ранко Гучевац                     | мостарски трговац             |
| Игор Хајдархоџић                  | саобраћајац у Дубровнику      |
| Нина Хладило                      | туристички водич у Дубровнику |
| оркестар Слатки грех              | оркестар Слатки грех          |
| Дуња Чинче                        |                               |
| Драгомир Чумић                    |                               |
| Мирољуб Димитријевић              |                               |
| Чедомир Петровић                  |                               |
| Саво Радуновић                    |                               |
| Владислав Томановић               |                               |

## Филмске локације
Филмске сцене снимане су на следећим локацијама: Ужице, Косјерић, село Ражана, Мостар, Дубровник. Спот за песму Сањам сниман је на Црногорском приморју, у оклолини Будве, Светог Стефана, Улциња и на Ади Бојани, док је спот за песму Хајде да се волимо сниман на градским зидинама у Дубровнику.

## Занимљивости
Снимљен 1987. године, филм је своју телевизијску премијеру имао на Радио телевизији Србије јануара 2008. године. До тад, филм није био емитован ни на једној телевизији са националном фреквенцијом у републикама бивше Југославије. Емитовале су га само локалне телевизије, а данас се редовно емитује за време новогодишњих празника на телевизијским станицама у Србији.

## Екипа музичких спотова
- Редитељ: Станко Црнобрња
- Сниматељи: Милош Спасојевић; Миодраг Арсић
- Монтажа: Вуксан Луковац
- Костимографија: Емилија Ковачевић
- Сценографија: Милица Ејдус